# منافسة نادال ودجوكوفيتش

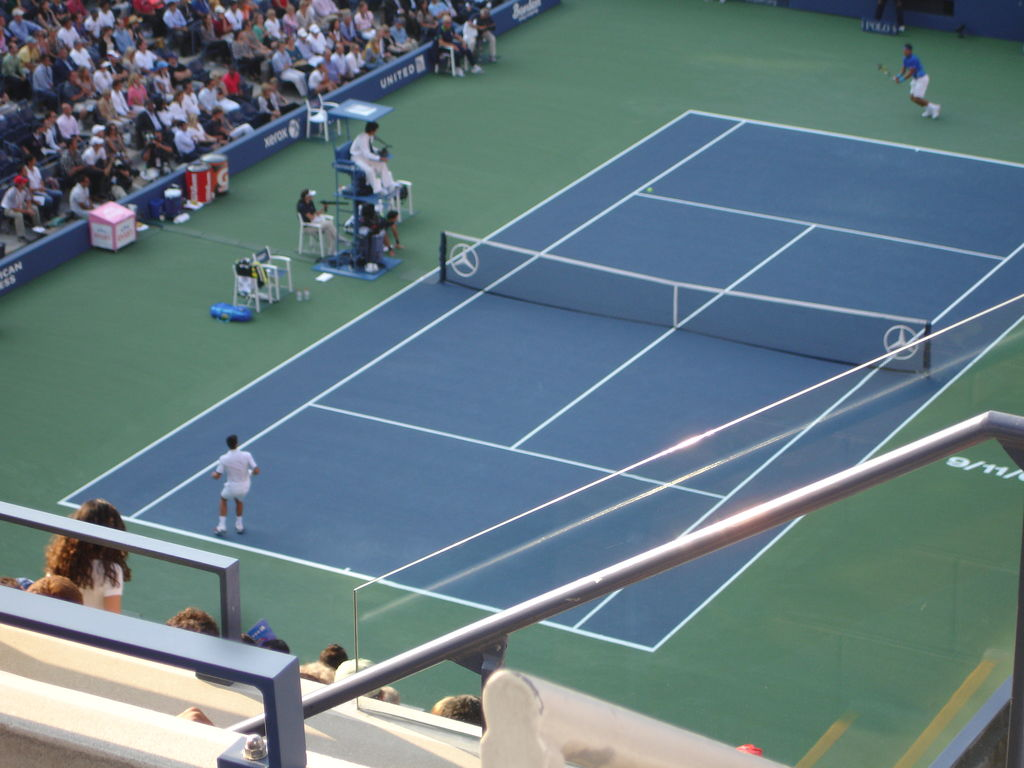
نهائي بطولة أمريكا المفتوحة 2011 بين نوفاك ديوكوفيتش ورافائيل نادال

منافسة نادال ودجوكوفيتش هي منافسة بين لاعبي كرة تنس محترفين، هما الإسباني رافاييل نادال والصربي نوفاك دجوكوفيتش.
التقى نوفاك دجوكوفيتش ونادال 48 مرة (أكثر من أي لاعبين أخرين في العصر المفتوح) مع تقدم نوفاك دجوكوفيتش في المواجهات بـ 25-23
. نادال يتفوق على الأرضية العشبية 2-1, وعلى التراب 13-4, لكن دجوكوفيتش هو المتفوق على الأرضية الصلبة بـ 14-7. في عام 2009، أُدرج هذه المنافسة (بين نادال ودجوكوفيتش) من بين أعظم ثلاث منافسات في السنوات العشرة الماضية من قبل اتحاد رابطة محترفي كرة المضرب (بالإنجليزية: ATPworldtour.com)‏. دجوكوفيتش هو واحد من اثنين من اللاعبين تمكن من الفوز بما لا يقل عن عشرة مباريات على نادال (الآخر فيدرير), وهو الشخص الوحيد الذي استطاع هزيمة نادال سبع مرات متتالية ومرتين متتاليتين على الملاعب الرملية. نادال ودجوكوفيتش يحملان الرقم القياسي لأطول مباراة في التاريخ لعبت من فئة ثلاث مجموعات (4 ساعات و 3 دقائق), وكانت في الدور نصف النهائي من بطولة مدريد 2009, استمر رقمهما القياسي حتى مباراة روجر فيدرير وخوان مارتن ديل بوترو في أولمبياد لندن 2012 في الدور نصف النهائي، حيث استغرت المباراة (4 ساعات و 26 دقيقة).
في نهائي بطولة ويمبلدون 2011, فاز دجوكوفيتش على نادال في أربع مجموعات، أول نهائي جراند سلام يحققه دجوكوفيتش ضد نادال. دجوكوفيتش هزم نادال أيضاً في نهائي بطولة أمريكا المفتوحة 2011, كما هزم نادال في نهائي بطولة أستراليا المفتوحة 2012 في ثالث نهائي جراند سلام يفوزه دجوكوفيتش على اللاعب الإسباني على التوالي. كان هذا أطول نهائي في تاريخ بطولات الجراند سلام على الإطلاق في العصر المفتوح في مباراة استغرت 5 ساعات و 53 دقيقة، كما انتصر نادال في الثلاث مواجهات بينهما في عام 2012 في كل من مونتي كارلو، وروما، وفرنسا المفتوحة في أبريل ومايو ويونيو 2012 على التوالي، لكن دجوكوفيتش ثأر لنفسه وفاز في نهائي مونتي كارلو من العام 2013 بمجموعتين متتاليتين وأنهى سجل نادال المتتالي لأطول فوز ببطولة واحدة بثمانية مرات. لكن نادال حصل على رد اعتباره وفاز مرة أخرى على دجوكوفيتش في نهائي فرنسا المفتوحة 2013 في مباراة كانت شبه ملحمة حيث انتهت في المجموعة الفاصلة 9-7. في أغسطس 2013 فاز نادال على دجوكوفيتش في نصف نهائي بطولة مونتريال 2013 حارماً دجوكوفيتش من الوصول للنهائي الرابع له في كندا.أيضاً هزم نادال دجوكوفيتش في نهائي بطولة أمريكا المفتوحة 2013 للمرة الثانية في ثالث مواجهتهما في أمريكا.